# Gonzalo Maulella
Gonzalo Matías Maulella Rodríguez (Paysandú, 6 luglio 1984) è un calciatore uruguaiano, difensore svincoalto.

## Carriera
Tra il 2005 ed il 2007 gioca in totale 8 partite nella prima divisione uruguaiana con la maglia del Defensor Sporting; dal 2008 al 2009 è invece tesserato del Central Español, con cui disputa altre 14 partite nella massima serie del campionato del suo Paese natale. Nel 2009 si trasferisce in Italia, al Brindisi; nella stagione 2009-2010 gioca 10 partite nel campionato di Lega Pro Seconda Divisione con la squadra pugliese, con cui segna anche una rete. L'anno seguente milita invece nella quarta divisione spagnola con il Santa Comba.
Nel 2011 torna in patria, al Rentistas, con cui tra il 2011 ed il 2012 disputa in totale 25 partite nella prima divisione uruguaiana. Nel 2012 va a giocare in Paraguay, allo Sp. Luqueño, con cui tra il 2012 ed il 2013 disputa in totale 37 partite nella prima divisione locale. Si trasferisce quindi in Perù, al Real Garcilaso, con cui nel 2014 gioca 6 partite (tutte da titolare) in Coppa Libertadores oltre a 37 partite nella prima divisione peruviana, nella quale realizza anche 4 reti, e a 10 partite (con 3 gol segnati) in Coppa del Perù. Dopo una breve parentesi da 4 presenze ed un gol in campionato e 5 presenze ed un gol in Coppa del Perù all'Ayacucho nel 2015 va a giocare al La Bocana, altra formazione della prima divisione peruviana, con cui nel 2016 segna un gol in 33 partite. Nel gennaio del 2017 fa ritorno al Defensor Sporting, in Uruguay.

## Palmarès

### Club

#### Competizioni nazionali
- Torneo Intermedio: 1

Liverpool Montevideo: 2019
- Liguilla Pre-Libertadores de América: 1

Defensor Sporting: 2005-2006